# Јапанска православна црква
Јапанска православна црква је аутономна црква под јурисдикцијом Руске православне цркве.

## Историја
Свети Николај Јапански је донео православље у Јапан у деветнаестом веку. Године 1861. Руска православна црква га је послала у град Хакодате, да буде свештеник у руском конзулату. Иако је шогунска власт у Јапану бранила прелазак у хришћанство, 1864. године се неколико редовних посетилаца храма покрстило. Николај је остао у Јапану и за време Руско-Јапанског рата, ширио хришћанство и постао први епископ Јапанске православне цркве.
Богослужења се врше на јапанском језику.

## Савремено стање
Унутар Јапанске православне цркве дјелују три епархије: Источнојапанска епархија (Сендај), Западнојапанска епархија (Кјото) и Токијска епархија (Токио).
Од 2000. до 2023. поглавар Цркве био је господин Данил (Нуширо), митрополит токијски и свег Јапана, након његове смрти изабран је митрополит Серафим.
Резиденција и катедрални храм је Храм Васкрсења Христовог у Токију, у чијем саставу се налази и једина православна богословија.
Године 2005, у Токију, с благословом митрополита токијског Данила био је образован и први манастир Јапанске православне цркве. Настојатељ манастира, освећеног 2006. године у част равноапостолног Николаја Јапанског, постао је јеромонах Тројице-Сергијеве лавре Герасим (Шевцов). Клир укључује 30 свештеника и 10 ђакона.